# 마일스 챔리왓슨
마일스 클리블랜드 챔리왓슨(영어: Miles Cleveland Chamley-Watson, 1989년 12월 3일~)은 미국의 펜싱 선수로 주 종목은 플뢰레이다.  그의 부모는 영국인으로 자메이카, 말라위, 아일랜드인의 혈통을 물려받았다. 그는 2012년 하계 올림픽에서 남자 플뢰레 개인전과 단체전에 출전하였다. 그러나, 그는 개인전 32강에서 이집트의 알라엘딘 아부엘카셈에 패하며 탈락하였다. 프랑스와의 단체전 8강에서 그는 2바우트에서 에르완 르 페슈에게 3-7로 패한 뒤 즉시 게렉 마인하트와 교체되었다. 미국 플뢰레 국가대표팀은 이 토너먼트에서 4위를 기록하였다.